# Esaias såg den Allraheligste
Esaias såg den Allraheligste (latin: Jesaia dem Propheten) är en psalm skriven av Martin Luther 1526. Svensk översättning gjordes av okänd person 1567. Texten bearbetades senare av Samuel Johan Hedborn 1811 och Johan Olof Wallin 1819. Texten har sitt ursprung i Jesaja 6.
I Göteborgspsalmboken 1650 och 1695 års psalmbok ingick en annan översättning av psalmen, 1695 inledd med orden:
Esaie Prophetenom hände thet så
At han i Andanom HErran sittia såg
Enligt 1921 års koralbok med 1819 års psalmer är melodin hämtad ur Luthers koralbok Deudsche Messe und Ordung Gottesdientsts från 1526 och samma melodi som till psalmen Allt fullkomnat är, o Jesu (1819 nr 116).
|  |
|  |

## Publicerad i
- 1572 års psalmbok med titeln ESaie Prophetanom hende the så under rubriken "Någhra Hymner och andra Loffsonger om Christi födelse".[1]
- Göteborgspsalmboken under rubriken "Om Christi Födelse".[2]
- 1695 års psalmbok som nr 118 under rubriken "Om Christi Mandoms anammelse".
- 1819 års psalmbok som nr 9 under rubriken "Guds väsende och egenskaper: Helighet och rättfärdighet".
- 1937 års psalmbok som nr 605 under rubriken "Hymner och sånger för särskilda gudstjänster".